# ألكسندر ملجكوفيتش
ألكسندر ملجكوفيتش هو لاعب كرة قدم صربي في مركز الوسط، ولد في 23 أغسطس 1982 في سميديريفو في صربيا. لعب مع نادي سميديريفو ‏.